# Srogów Dolny
Srogów Dolny – wieś w Polsce położona w województwie podkarpackim, w powiecie sanockim, w gminie Sanok. Leży nad potokiem Różowym.
| SIMC    | Nazwa    | Rodzaj    |
| ------- | -------- | --------- |
| 0359646 | Za Rzeką | część wsi |

W połowie XIX wieku właścicielką posiadłości tabularnej Srogów Dolny była Wiktoria Tyszkowska i współwłaściciele. W 1905 Paweł Tyszkowski posiadał we wsi obszar 141 ha.
We wsi znajduje się kapliczka, którą ufundował w 1849 tutejszy kmieć Jan Davida.
W II Rzeczypospolitej wieś w powiecie sanockim województwa lwowskiego. W                        latach 1945-1946 nacjonaliści ukraińscy z OUN-UPA zamordowali tutaj i we wsi Srogów Górny 6 Polaków i 2 Ukraińców oraz spalili 90 gospodarstw, które pozostały po Ukraińcach przesiedlonych do ZSRR.
W 1944 w Srogowie Dolnym urodził się Władysław Jasiński.
W latach 1975–1998 miejscowość administracyjnie należała do województwa krośnieńskiego.